# دم‌بادبزنی پشت‌حنایی
دم‌بادبزنی پشت‌حنایی (نام علمی: Rhipidura rufidorsa) نام یک گونه از سرده دم‌بادبزنی است.